# Lotte van Beek
Pour les articles homonymes, voir Van Beek.
Lotte van Beek, née à Zwolle le 9 décembre 1991, est une patineuse de vitesse néerlandaise.
Elle a terminé deuxième de l'épreuve de 1 500 mètres féminin aux championnats du monde par distances individuelles 2013.
Aux Jeux olympiques d'hiver de 2014, à Sotchi, elle a remporté une médaille de bronze au 1 500 mètres puis la médaille d'or à la poursuite par équipes.

## Palmarès

### Jeux olympiques d'hiver
| Épreuve / Édition   | 500 mètres | 1 000 mètres | 1 500 mètres                        | 3 000 mètres | 5 000 mètres | Mass start | Poursuite par équipes              |
| JO 2014 Sotchi      | 16e        | 5e           | Médaille de bronze, Jeux olympiques | —            | —            | —          | Médaille d'or, Jeux olympiques     |
| JO 2018 Pyeongchang | 23e        | —            | —                                   | —            | —            | —          | Médaille d'argent, Jeux olympiques |

Légende :
- : première place, médaille d'or
- : deuxième place, médaille d'argent
- : troisième place, médaille de bronze
- : pas d'épreuve
- — : Non disputée par le patineur
- DSQ : disqualifiée